# باستان‌شناسی چشم‌انداز
باستان‌شناسی چشم‌انداز (به انگلیسی: Landscape archaeology)، زیرشاخه‌ای از باستان‌شناسی و نظریه باستان‌شناسی، مطالعه روش‌هایی است که مردم در گذشته محیط پیرامون خود را می‌ساختند و از آنها استفاده می‌کردند. همچنین به عنوان جغرافیای باستانی (از واژهٔ یونانی ἀρχαίος به معنی «باستانی» و γεωγραφία به معنی "مطالعه زمین") است. باستان‌شناسی چشم‌انداز ذاتاً در رویکرد خود به مطالعه فرهنگ چندرشته‌ای است و توسط باستان‌شناسان پیشاتاریخ، کلاسیک و تاریخی استفاده می‌شود. ویژگی کلیدی که باستان‌شناسی چشم‌انداز را از سایر رویکردهای باستان‌شناسی به سایت‌ها متمایز می‌کند این است که تأکید صریح بر روابط محوطه‌ها بین فرهنگ مادی، تغییر انسان در زمین / تغییرات فرهنگی در چشم‌انداز و محیط طبیعی وجود دارد. مطالعه باستان‌شناسی چشم‌انداز (که گاهی به عنوان باستان‌شناسی چشم‌انداز فرهنگی نیز نامیده می‌شود) تکامل یافته‌است تا شامل نحوه استفاده از چشم‌انداز برای ایجاد و تقویت نابرابری اجتماعی و اعلام پایگاه اجتماعی خود به جامعه در کل باشد. این زمینه شامل پویایی اشیاء زمین‌تاریخی مانند جاده‌ها، دیوارها، مرزها، درختان و تقسیم‌بندی زمین‌ها می‌شود.